# Madoc, Ontario
Madoc är en kommun (township) i Kanada.   Den ligger i provinsen Ontario, i den sydöstra delen av landet, 170 km sydväst om huvudstaden Ottawa. Madoc ligger 176 meter över havet och antalet invånare är 2 197.